# Henry Francis Lyte

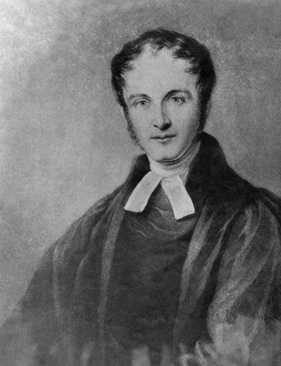
Henry Francis Lyte

Henry Francis Lyte (* 1. Juni 1793 in Ednam; † 20. November 1847 in Nizza) war ein schottischer anglikanischer Pfarrer, Theologe und Kirchenlieddichter.

## Leben

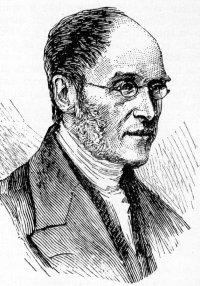
Henry Francis Lyte in höherem Alter

Als Sohn des Marineoffiziers Thomas Lyte und dessen Frau Anna Maria kam Lyte in Schottland auf die Welt. Aufgrund des Berufs des Vaters musste die Familie häufig umziehen, das letzte Mal 1804 nach Ballyshannon in Irland. Sein Vater fiel im Krieg gegen Napoleon. Kurz darauf starb auch Anna Maria. Lyte und seine Geschwister wurden zu Waisen. Der Ortspfarrer Robert Burrows kümmerte sich um sie. Er schickte Lyte und seinen älteren Bruder Tom zur Portora Royal School in Enniskillen.
1809 zog Henry Lyte nach Dublin und studierte am Trinity College Medizin. Nachdem er jedoch einige Preise für Dichtung und Literatur gewonnen hatte, spielte der Glaube für ihn eine immer größere Rolle, sodass er sich entschied, Theologie zu studieren. 1814 wurde Lyte Diakon und im nächsten Jahr Priester. Im selben Jahr 1815 zog er nach Taghmon und nahm eine Stelle als Vikar an. Im Frühling 1816 kam Lyte von seiner jährlich aus gesundheitlichen Gründen ausgeführten Reise nicht zurück nach Irland, sondern in den Süden Englands und wurde Geistlicher der Church of England. Im Jahr 1817 erhielt er die Pfarrstelle in Morazion. Dort begegnete er Anne Maxwell, die er zwei Jahre darauf heiratete. Zusammen zogen sie zuerst nach Lymington und später nach South Dittisham. Ihre gemeinsame Tochter starb bereits im Säuglingsalter, weshalb sie nach London zogen.
1823 zogen sie ein letztes Mal um, nach Brixham, einem Fischerdorf. Dank eines Erbes konnte Lyte Schulden abbezahlen und lebte bis zu seinem Tod in Brixham. Dort schrieb er für die Einwohner viele Kirchenlieder, von denen viele noch heute in englischen Kirchengesangbüchern stehen. Die Winter verbrachte er in Tirol, in der Schweiz, in Italien oder Südfrankreich, um sich für seine Aufgaben in Brixham zu erholen. 1847 wurde bei ihm Tuberkulose diagnostiziert. Am 4. September 1847 hielt er seine Abschiedspredigt. Am Nachmittag machte er einen Strandspaziergang und schrieb sein bekanntestes Kirchenlied, Abide with me.
Dann brach er zu einer Kur nach Italien auf. Lyte verbrachte den Sommer 1847 in Berry Head Hotel und reiste nach einer letzten Predigt vor seiner Gemeinde zum Thema der Heiligen Kommunion erneut nach Italien. Auf der Reise versagten in einem französischen Hotel seine Lungen. Zwei Tage darauf starb Lyte. Am 22. November 1847 wurde Henry Francis Lyte auf dem Friedhof von Nizza begraben.

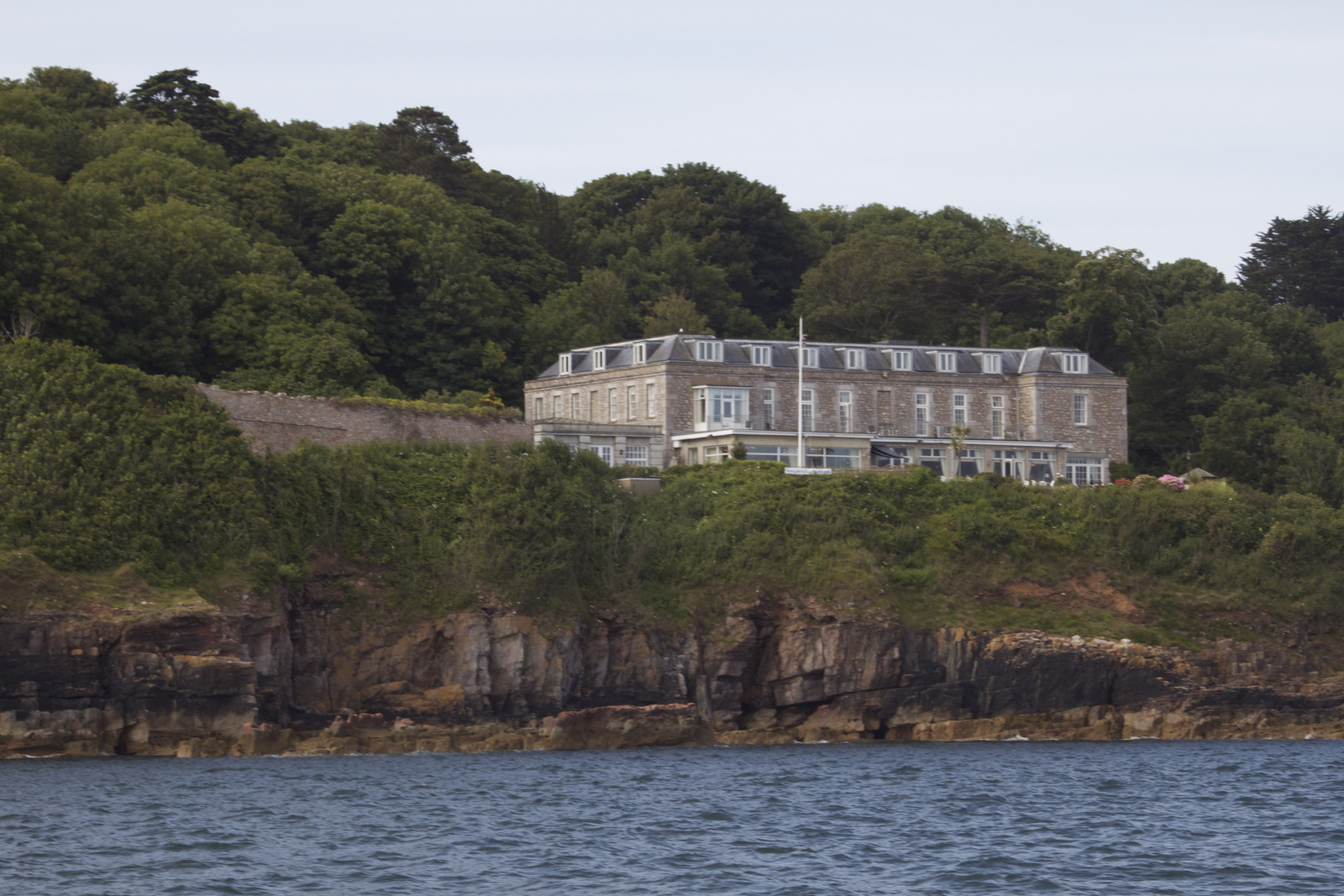
Zeitgenössische Aufnahme des Berry Head Hotels, Blick vom Meer

## Abide with me
Lytes Text Abide with me mit einer Melodie von William Henry Monk (Eventideⓘ) ist als Abend- und Sterbelied bis heute jedem Briten vertraut. Es erklingt bei Begräbnissen und anderen Anlässen der königlichen Familie, bei den militärischen Gedenkfeiern Festival of Remembrance in der Royal Albert Hall und ANZAC Day, aber auch alljährlich zu Beginn des Finalspiels des FA Cup sowie in zahlreichen Spielfilmszenen.
Die deutschen Kirchenlieder Bleib bei mir, Herr (Evangelisches Gesangbuch 488 sowie Reformiertes Gesangbuch 603), Bleib bei uns, Herr (Gotteslob 94) und Bleibe bei uns (Gotteslob 325) werden nach Monks Melodie gesungen. Das erstgenannte ist eine Nachdichtung von fünf Strophen des Lyte’schen Originaltexts durch Theodor Werner (1952).

## Werke (Auswahl)
- Observations on the scriptures, suited to the present juncture: In an sermon preached at St. Mary’s Chapel, Penzanze (1820)
- Poems: Chiefly Religious (London 1833)
- The Spirit of the Psalms (London 1834)
- Abide with me (1847)
- Praise my Soul, the King of Heaven (1834)
- God of Mercy, God of Grace (1834)
- Pleasant are Thy Courts Alone (1834)
- Manual of Devotion (Gebetbuch für Fischer)